# Dropbox
Dropbox est un site d'hébergement de fichiers proposant comme service le stockage (pour sauvegarde par exemple), le partage de fichiers en ligne ainsi que la signature électronique. L'entreprise, Dropbox, Inc., est localisée à San Francisco, en Californie.
Dropbox fournit des logiciels client pour Microsoft Windows, Mac OS X, GNU/Linux, Android, iOS, BlackBerry OS, Windows Phone ainsi qu'une interface web. Il existe des portages non officiels pour Symbian et MeeGo.

## Histoire
Fondé en 2007 par les entrepreneurs Drew Houston et Arash Ferdowsi (en), Dropbox Inc. sollicite rapidement le fonds de startups Y Combinator pour son développement. Dropbox est officiellement lancé en 2008 à l'occasion du TechCrunch50, une conférence annuelle sur les nouvelles technologies.
Drew Houston aurait eu l'idée de Dropbox après avoir oublié à plusieurs reprises sa clé USB lorsqu'il était étudiant au MIT.
Dropbox rachète en février 2012 la startup Cove pour s'assurer les services de sa fondatrice Ruchi Sanghvi et du cofondateur Aditya Agarwal. À partir du 24 avril 2012, une nouvelle fonction permet de donner un lien de téléchargement direct à un utilisateur qui n'a pas de compte Dropbox.
Début 2014, Dropbox lève 250 millions de dollars auprès de BlackRock, ce qui valorise la société à 10 milliards de dollars.
Le 9 avril 2014, Dropbox lance de nouvelles fonctionnalités : Carousel qui permet de visualiser et de partager des photos ou des vidéos ; et des services destinés aux entreprises qui facilitent la collaboration entre salariés sur des documents Word, des tableaux Excel ou des présentations Powerpoint.
En avril 2014, Dropbox acquiert deux startups : Loom (partage de photos sur le cloud) et Hackpad (échange de documents collaboratifs) ; Bubbli application de création de photos à 360°.
En juin 2014, Dropbox acquiert Droptalk, messagerie "discrète" permettant d'échanger des liens en privé. En septembre 2014, Dropbox acquiert MobileSpan, spécialiste du stockage et de la synchronisation.
En juin 2015, Dropbox annonce avoir atteint les 400 millions d'utilisateurs
En juillet 2015, Dropbox acquiert la startup Clémentine spécialisée dans la communication d'entreprise.  En octobre 2015, Dropbox annonce un partenariat avec Adobe autour des fichiers PDF.
En février 2016, Dropbox France annonce le lancement de son blog « Dropbox Business ».
En mars 2016, Dropbox atteint les 500 millions d'utilisateurs.
En 2016, Dropbox propose le service Project Infinite, désormais appelé Smart Sync, qui permet aux professionnels d’accéder à un espace de stockage cloud illimité. Une spécificité s'ajoute à ce programme puisque l'utilisateur peut choisir de synchroniser ses fichiers localement ou sur le nuage  .
La date butoir du 29 août 2016 marque la fin de la compatibilité de Dropbox avec Windows XP.
En janvier 2019, Dropbox acquiert HelloSign, une entreprise spécialisée dans les signatures électroniques pour 230 millions de dollars.

### Identité visuelle

Logo de 2015 à 2017.
Logo depuis 2017.

## Caractéristiques techniques
Ce service de cloud computing est accessible via n'importe quel navigateur Web, mais aussi en utilisant un client multi-système d'exploitation : sous Linux pour x86 et x86_64, OS X, Microsoft Windows, iOS ainsi que sur Android, sur BlackBerry et sur webOS. Ce client permet d'utiliser Dropbox de manière transparente, les fichiers localisés sur le répertoire sauvegardé du disque dur de l'ordinateur étant copiés sur le serveur Dropbox après chaque enregistrement.
Par ailleurs, Dropbox :
- permet la synchronisation des fichiers stockés sur différents ordinateurs
- fonctionne de manière transparente (les sauvegardes et synchronisations sont automatiques)
- le site web permet d'accéder à une copie des fichiers, mais également à leurs versions successives et à une copie des fichiers détruits.

La version gratuite permet de stocker jusqu'à 2 Go de données, extensibles grâce au parrainage, et une version payante permettant d'obtenir un espace de stockage de 1000 Go (1 To), voire plus avec les versions « Business » ou « Enterprise ».
Pour stocker les fichiers des utilisateurs, Dropbox utilisait le service d'hébergement (cloud) S3 (Simple Storage Service) d'Amazon.com, mais depuis 2016 Dropbox utilise ses propres serveurs, avec des techniques de pointe développées par ses propres ingénieurs, afin d'être indépendant du cloud d'Amazon et de s'affranchir du coût afférent.
Depuis 2019, Dropbox propose un service de signature électronique de documents, avec le rachat de l'entreprise Hellosign, donc le service est renommé Dropbox Sign.

## Controverses et attaques

### Partage de données client avec OpenAI
Dans le cadre de l'offre Dropbox AI, l’entreprise activait par défaut le paramètre de partage de données Dropbox avec OpenAI. 

### Sur la confidentialité des données
En juillet 2011, Dropbox modifie ses conditions d'utilisation et annonce qu'il peut utiliser les fichiers stockés par ses clients sans leur autorisation. En conséquence, des utilisateurs abandonnent le service pour se tourner vers des alternatives qui enregistrent les données en local.

### Sur la sécurité des données
En août 2013, deux chercheurs en sécurité ont publié un article expliquant comment pirater des comptes Dropbox.
En août 2016, Dropbox annonce la réinitialisation des mots de passe utilisateurs inchangés depuis 2012 et confirme la fuite de 68 millions d'identifiants.
En avril 2024, le service de signature électronique de documents de l'entreprise se fait dérober des courriels, des noms d’utilisateur, des numéros de téléphone et des mots de passe hachés.

### Campagne de dénigrement
Début 2013, une campagne anonyme de dénigrement, initiée par un concurrent, met l'accent sur les points faibles techniques de Dropbox.

### Campagne de phishing
En novembre 2022, l'entreprise est victime d'une campagne d'hameçonnage qui donne accès à 130 référentiels de code.

### Logiciels équivalents
- NextCloud, logiciel libre
- OwnCloud, logiciel libre
- Seafile, logiciel libre
- WebDrive, Commercial

### Services commerciaux équivalents
- Box.net
- hubiC
- Cryptobox
- Oodrive
- OwnCloud
- Nextcloud
- pCloud
- Pydio
- kDrive
- Ubuntu One
- Google Drive
- Tresorit
- OneDrive
- Smash (service de transfert de fichiers)